# Tom Felton

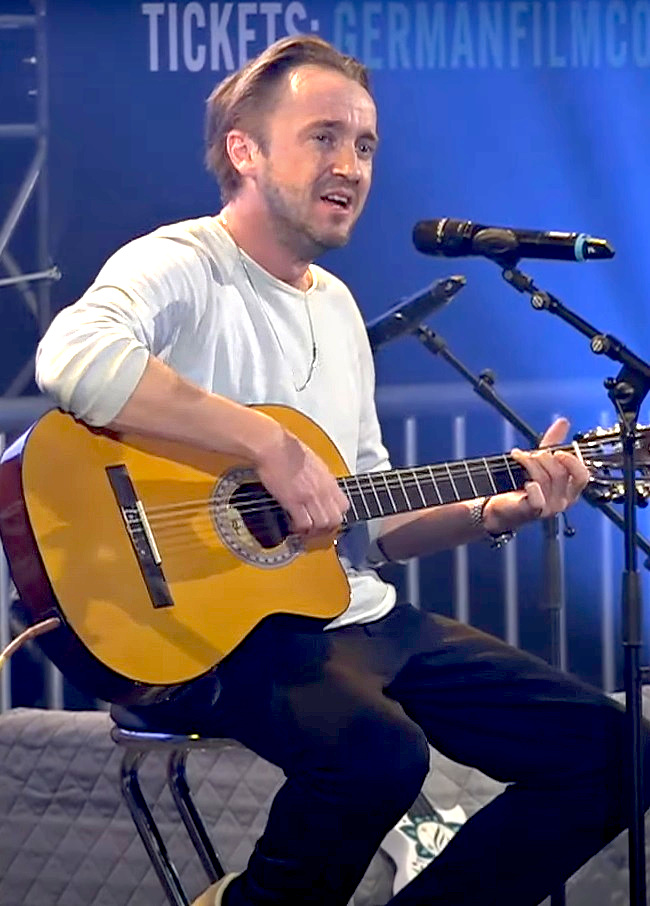
Tom Felton (2023)

Thomas „Tom“ Andrew Felton (* 22. September 1987 in Epsom, Surrey, England) ist ein britischer Schauspieler, Sänger und Autor. Er wurde hauptsächlich durch seine Rolle als Draco Malfoy in den Harry-Potter-Filmen bekannt.

## Leben
Tom Felton wurde im Londoner Stadtteil Kensington als Sohn von Peter und Sharon Felton geboren. Er ist der jüngste von vier Brüdern. Bereits im Alter von sieben Jahren begann er im Kirchenchor zu singen und wurde im Laufe der Zeit auch Mitglied von mehreren anderen Chören. Er lebte mit seiner Familie in Surrey und besuchte dort nach der Grundschule eine speziell auf Jungen ausgerichtete Schule.
Schon seit dem Alter von acht Jahren stand Felton vor der Kamera. Er wirkte in einigen Werbespots und Fernsehserien mit. Bekannt wurde er 1997 in der Rolle des Peagreen Clock im Kinofilm Ein Fall für die Borger. 1999 verkörperte er Louis Leonowens an der Seite von Jodie Foster in Anna und der König. Mit der Rolle des Zauberschülers Draco Malfoy in den Harry-Potter-Verfilmungen wurde er endgültig international bekannt.
Neben und nach den Harry-Potter-Filmen war Felton auch immer wieder bei anderen Projekten in Nebenrollen zu sehen. So stellte er sich 2010 in der Filmkomödie Männertrip in einer Gastrolle selbst dar. 2011 übernahm er in dem Kinofilm Planet der Affen: Prevolution die Rolle des Dodge Landon. 2014 verkörperte er die Hauptrolle des Erich Blunt in der ersten Staffel der TNT-Fernsehserie Murder in the First.
2009 veröffentlichte er sein erstes Album In Good Hands, auf dem er singt und Gitarre spielt. Auf dem Soundtrack zum deutschen Kinofilm Türkisch für Anfänger war außerdem sein Song If You Could Be Anywhere zu hören.
2017 wurde er in die Academy of Motion Picture Arts and Sciences (AMPAS) aufgenommen, die jährlich die Oscars vergibt.
Weiterhin spielte er 2016 und 2017 in der Fernsehserie The Flash mit.
Im Oktober 2022 veröffentlichte er sein erstes Buch Beyond the wand (Jenseits der Magie), in dem er Geschichten und Anekdoten vom Filmset der Harry-Potter-Filme erzählt.

## Filmografie (Auswahl)

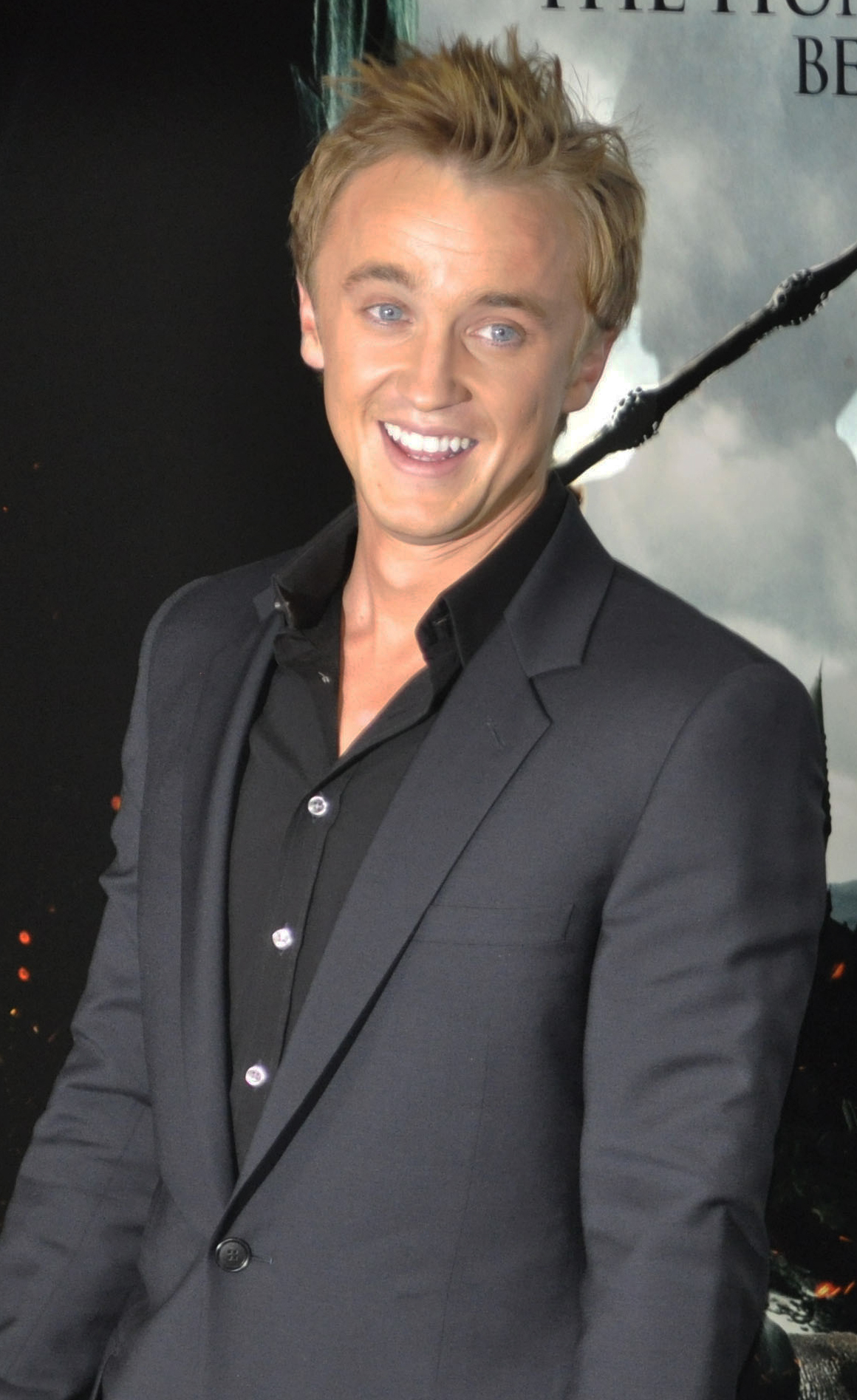
Tom Felton (2010)

### Kinofilme
- 1997: Ein Fall für die Borger (The Borrowers)
- 1999: Anna und der König (Anna and the King)
- 2001: Harry Potter und der Stein der Weisen (Harry Potter and the Philosopher's Stone)
- 2002: Harry Potter und die Kammer des Schreckens (Harry Potter and the Chamber of Secrets)
- 2004: Harry Potter und der Gefangene von Askaban (Harry Potter and the Prisoner of Azkaban)
- 2005: Harry Potter und der Feuerkelch (Harry Potter and the Goblet of Fire)
- 2007: Harry Potter und der Orden des Phönix (Harry Potter and the Order of the Phoenix)
- 2008: The Disappeared – Das Böse ist unter uns (The Disappeared)
- 2009: Harry Potter und der Halbblutprinz (Harry Potter and the Half-Blood Prince)
- 2010: Harry Potter und die Heiligtümer des Todes – Teil 1 (Harry Potter and the Deathly Hallows: Part 1)
- 2010: White Other
- 2010: Männertrip (Get Him to the Greek)
- 2010: 13Hrs
- 2011: Harry Potter und die Heiligtümer des Todes – Teil 2 (Harry Potter and the Deathly Hallows: Part 2)
- 2011: Planet der Affen: Prevolution (Rise of the Planet of the Apes)
- 2012: Apparition – Dunkle Erscheinung (The Apparition)
- 2013: From the Rough
- 2013: Dido Elizabeth Belle (Belle)
- 2013: In Secret – Geheime Leidenschaft (In Secret)
- 2014: Against the Sun
- 2016: Auferstanden (Risen)
- 2016: Message from the King
- 2016: A United Kingdom
- 2017: Feed
- 2017: Sergeant Rex – Nicht ohne meinen Hund (Megan Leavey)
- 2017: Stratton
- 2018: Ophelia
- 2019: Braking for Whales
- 2020: A Babysitter’s Guide to Monster Hunting
- 2020: Die Schlacht um die Schelde (De slag om de Schelde)
- 2022: Save the Cinema
- 2023: Some Other Woman

### Fernsehen
- 1998: Eine lausige Hexe (The Worst Witch)
- 1998: Bugs
- 1999: Second Sight
- 2000: Second Sight 2: Hide and Seek
- 2005: Home Farm Twins
- 2012: Das verlorene Labyrinth (Labyrinth)
- 2013: Full Circle (Folgen 1x01 und 1x10)
- 2014: Murder in the First (10 Folgen)
- 2016–2017: The Flash (17 Folgen)
- 2018: Origin (10 Folgen)
- 2022: Harry Potter 20th Anniversary: Return to Hogwarts (Fernsehspecial)

## Auszeichnungen
- 2010: MTV Movie Awards Bester Bösewicht als Draco Malfoy
- 2011: MTV Movie Awards Bester Bösewicht als Draco Malfoy
- 2011: Teen Choice Award Bester Bösewicht als Draco Malfoy
- 2023: LovelyBooks Community Award Bronze in der Kategorie Sachbuch und Ratgeber für Jenseits der Magie.[2]

## Sonstiges
- Er hatte sich ursprünglich für die Rollen Harry Potter und Ron Weasley beworben.
- Für die Rolle des Draco Malfoy musste Felton sich seine dunkelblonden Haare bleichen lassen.
- Ursprünglich plante er, nach seinem Schulabschluss Fischereiwissenschaften zu studieren, gab diesen Gedanken jedoch zu Gunsten der Arbeit als Schauspieler wieder auf.
- Seit einigen Jahren macht er auch unter dem Namen Feltbeats Musik.
- Feltons deutscher Synchronsprecher ist meistens Moritz Pertramer.

## Publikationen
- 2022: Jenseits der Magie Von Segen und Fluch, als Zauberer groß zu werden, Edel Books, ISBN 978-3-8419-0845-2
  - 2022: Beyond the Wand: The Magic and Mayhem of Growing Up a Wizard, Blackstone Pub, ISBN 978-1-6686-2547-7 (Hörbuch)